# The Third Degree (film fra 1919)
The Third Degree er en amerikansk stumfilm fra 1919 af Tom Terriss.

## Medvirkende
- Alice Joyce som Annie Sands
- Gladden James som Howard Jeffries
- Anders Randolf
- Hedda Hopper
- Herbert Evans som Robert Underwood